# Пхеньян (сеть ресторанов)
«Пхеньян» (кор. 평양관) — сеть ресторанов, названная в честь столицы КНДР и в настоящее время насчитывающая около 130 заведений по всему миру. Рестораны принадлежат компании «Haedanghwa Group», подконтрольной правительству Северной Кореи.

## Расположение
Большинство ресторанов сети «Пхеньян» находятся в Китае недалеко от северокорейской границы, а также в Пекине и Шанхае. С 2000-х годов сеть расширяется, открывая заведения в городах Юго-Восточной Азии, включая Бангкок, Пномпень, Сиемреап, Хошимин, Ханой, Дананг, Вьентьян, Дакку, Джакарту и Куала-Лумпур. Имеются также рестораны в Улан-Баторе, Владивостоке, Москве, Дубае и Катманду.
Сначала рестораны обслуживали многих южнокорейских бизнесменов в Юго-Восточной Азии, на данный момент их популярность распространилась среди путешественников.
Первый ресторан сети на Западе был официально открыт в Амстердаме в 2012 году, в городском районе Осдорп, с участием нидерландских предпринимателей. Меню и политика этого ресторана отличались от его азиатских аналогов. Однако в сентябре 2012 года на фоне острых взаимных разногласий между корейским персоналом и голландскими инвесторами ресторан закрылся. Он вновь открылся в декабре 2013 года под названием «Haedanghwa» в новом месте, однако окончательно закрылся год спустя.
Заведения в Бангкоке (Таиланд) были временно закрыты, но вновь открылись в 2015 году. Аналогичным образом были закрыты рестораны в Паттайе. Филиал в Ханое закрылся в 2020 году. Сообщалось о том, что в Шотландии планируется открытие ресторана «Пхеньян», поскольку северокорейский лидер Ким Чен Ын проявил интерес к ней после проведения референдума о независимости в 2014 году. Северокорейские официальные лица однако отрицали это заявление. Согласно данным японской газеты «Yomiuri Shimbun», только в Китае насчитывается около 100 ресторанов сети «Пхеньян».

## Обслуживание

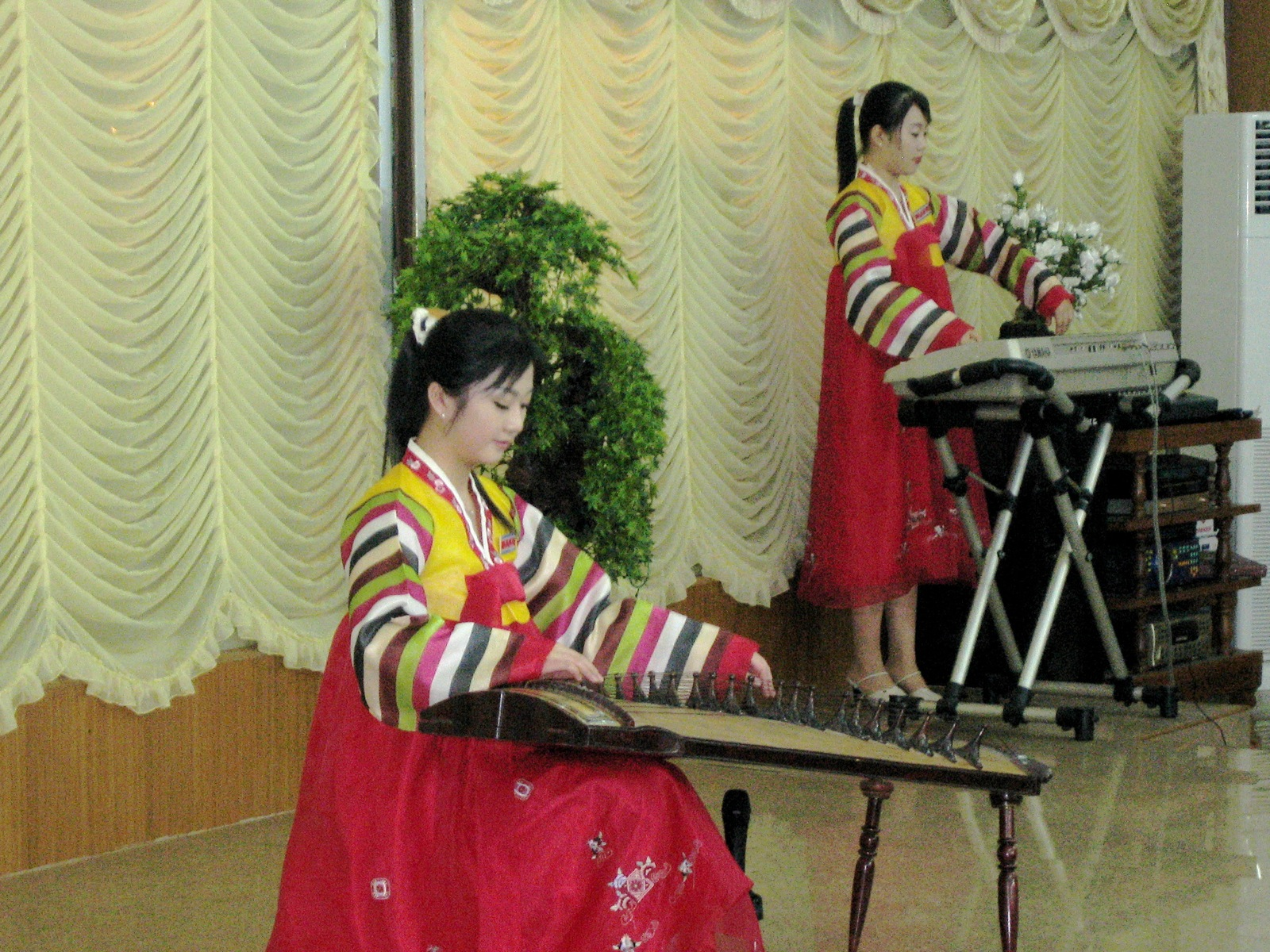
Выступление официанток в ресторане «Пхеньян» в столице Камбоджи Пномпене

В ресторанах подают блюда традиционной корейской кухни, в том числе кимчи, пхеньянскую холодную лапшу, каракатицу на гриле и суп из собачатины. Посетители также могут приобрести продукты из КНДР, такие как женьшеневое вино и немаркированный афродизиак, который, как утверждается, производится из медведей. Цены относительно высокие и выражены в долларах США. Персонал ресторанов состоит из молодых кореянок в традиционной одежде, которые исполняют для посетителей народные песни и танцы. Сотрудники из Северной Кореи обычно работают в общепите по трехлетним контрактам и часто являются высококвалифицированными выпускниками колледжей искусств. Фотографирование внутри точек сети, как правило, запрещено.

## Критика
По информации шведского журналиста Бертиля Линтнера, рестораны являются одним из нескольких зарубежных бизнес-предприятий Комнаты 39, северокорейской правительственной организации, занимающейся приобретением и отмыванием иностранной валюты для нужд северокорейского руководства.
Северокорейские перебежчики утверждают, что ресторанами управляют местные посредники, которые обязаны каждый год отправлять деньги северокорейскому правительству. Рестораны ежегодно приносят в бюджет КНДР доход в размере от 10 до 30 тысяч долларов. Северокорейский персонал, проживающий на территории ресторана, тщательно проверяется на политическую лояльность и находится под пристальным наблюдением агентов ДГБ КНДР.
В 2000-х годах, по данным издания «Daily NK», несколько попыток побега официанток привели к закрытию ряда ресторанов сети в Китае и репатриации их персонала обратно на родину. В 2016 году власти Китая объявили, что 13 работников из сети ресторанов «Пхеньян» в Китае бежали в Южную Корею.